# Championnat du monde de badminton par équipes masculines 2010
Navigation
Jakarta 2008 Wuhan 2012
La 26e édition du championnat du monde de badminton par équipes masculines, appelé également Thomas  Cup, a eu lieu du 9 au 16 mai 2010 à Kuala Lumpur en Malaisie.
La Chine remporte le titre pour la 8e fois, la 4e consécutivement.

## Format de la compétition
65 nations participent à la Thomas Cup. A l'issue d'une phase de qualifications continentales, 10 équipes accèdent à la phase finale où elles sont rejointes par le tenant du titre et le pays organisateur qui sont qualifiés d'office.
Ces 12 nations sont placées dans 4 poules de 3 équipes, en fonction du classement mondial des joueurs qui les composent. Les 3 équipes s'affrontent sur 3 jours et les 2 premiers de chaque poule sont qualifiés pour les quarts de finale, stade à partir duquel les matches deviennent à élimination directe.
Chaque rencontre se joue en 5 matches : 3 simples et 2 doubles qui peuvent être joués dans n'importe quel ordre (accord entre les équipes).

## Qualifications
| Confédération          | Afrique                                                                                     | Amériques                                                                          | Asie | Europe | Océanie                                                    |
| ---------------------- | ------------------------------------------------------------------------------------------- | ---------------------------------------------------------------------------------- | --- | --- | ---------------------------------------------------------- |
| Date                   | 20 au 23 février                                                                            | 18 au 21 février                                                                   | 22 au 28 février | 16 au 21 février | 19 et 20 février                                           |
| Lieu                   | Kampala                                                                                     | Lima                                                                               | Nakhon Ratchasima | Varsovie | Invercargill                                               |
| Nombre de participants | 11                                                                                          | 10                                                                                 | 13 | 26 | 5                                                          |
| Pays participants      | Afrique du Sud Algérie Burundi Égypte Ghana Kenya Maurice Nigeria Seychelles Ouganda Zambie | Brésil Canada Colombie Cuba États-Unis Guatemala Jamaïque Mexique Pérou Porto Rico | Cambodge Corée du Sud Hong Kong Inde Indonésie Japon Laos Philippines Singapour Sri Lanka Thaïlande Taipei chinois Viêt Nam | Allemagne Angleterre Autriche Bulgarie Croatie Danemark Écosse Espagne Estonie Finlande France Grèce Hongrie Irlande Islande Italie Lituanie Pays-Bas Pays de Galles Pologne Portugal Tchéquie Russie Slovaquie Suède Ukraine | Australie Fidji Nouvelle-Calédonie Nouvelle-Zélande Tahiti |
| Qualifié(s)            | Nigeria                                                                                     | Pérou                                                                              | Corée du Sud Inde Indonésie Japon                                                                                           | Allemagne Danemark Pologne | Australie                                                  |

## Tournoi final

### Localisation de la compétition
Les épreuves se sont déroulées au Putra Indoor Stadium à Kuala Lumpur en Malaisie.

### Participants
Les pays sont qualifiés à l'issue de compétitions continentales. Le tenant du titre et le pays hôte sont qualifiés d'office.
| Confédération   | Qualifié(s)                       |
| --------------- | --------------------------------- |
| Asie            | Indonésie Corée du Sud Inde Japon |
| Afrique         | Nigeria                           |
| Europe          | Danemark Pologne Allemagne        |
| Océanie         | Australie                         |
| Amérique        | Pérou                             |
| Tenant du titre | Chine                             |
| Pays hôte       | Malaisie                          |

### Phase préliminaire
3 matches joués dans chaque poule respectivement les 9, 10 et 11 mai.
| Qualifié pour les quarts de finale |

### Phase finale

#### Tableau final
|  | Quarts de finale | Quarts de finale | Quarts de finale | Quarts de finale |       |       | Demi-finales | Demi-finales | Demi-finales | Demi-finales |  |  | Finale | Finale | Finale | Finale |
|  |                  |                  |                  |                  |       |       |              |              |              |              |  |  |        |        |        |        |
|  | 12 mai           | 12 mai           | 12 mai           | 12 mai           |       |       | 14 mai       | 14 mai       | 14 mai       | 14 mai       |  |  | 16 mai | 16 mai | 16 mai | 16 mai |
|  | 12 mai           | 12 mai           | 12 mai           | 12 mai           |       |       | 14 mai       | 14 mai       | 14 mai       | 14 mai       |  |  | 16 mai | 16 mai | 16 mai | 16 mai |
|  | Chine            | Chine            | 3                | 3                |       |       | 14 mai       | 14 mai       | 14 mai       | 14 mai       |  |  | 16 mai | 16 mai | 16 mai | 16 mai |
|  | Chine            | Chine            | 3                | 3                |       |       | 14 mai       | 14 mai       | 14 mai       | 14 mai       |  |  | 16 mai | 16 mai | 16 mai | 16 mai |
|  | Corée du Sud     | Corée du Sud     | 0                | 0                |       |       | 14 mai       | 14 mai       | 14 mai       | 14 mai       |  |  | 16 mai | 16 mai | 16 mai | 16 mai |
|  | Corée du Sud     | Corée du Sud     | 0                | 0                | Chine | Chine | 3            | 3            |              |              |  |  | 16 mai | 16 mai | 16 mai | 16 mai |
|  | 12 mai           |                  |                  |                  | Chine | Chine | 3            | 3            |              |              |  |  | 16 mai | 16 mai | 16 mai | 16 mai |
|  |                  |                  | Malaisie         | Malaisie         | 0     | 0     |              |              |              |              |  |  | 16 mai | 16 mai | 16 mai | 16 mai |
|  | Danemark         | Danemark         | Malaisie         | Malaisie         | 0     | 0     | 2            | 2            |              |              |  |  | 16 mai | 16 mai | 16 mai | 16 mai |
|  | Danemark         | Danemark         | 14 mai           |                  |       |       | 2            | 2            |              |              |  |  | 16 mai | 16 mai | 16 mai | 16 mai |
|  | Malaisie         | Malaisie         | 3                | 3                |       |       |              |              |              |              |  |  | 16 mai | 16 mai | 16 mai | 16 mai |
|  | Malaisie         | Malaisie         | 3                | 3                | Chine | Chine | 3            | 3            |              |              |  |  |        |        |        |        |
|  | 12 mai           |                  |                  |                  | Chine | Chine | 3            | 3            |              |              |  |  |        |        |        |        |
|  |                  |                  | Indonésie        | Indonésie        | 0     | 0     |              |              |              |              |  |  |        |        |        |        |
|  | Japon            | Japon            | Indonésie        | Indonésie        | 0     | 0     | 3            | 3            |              |              |  |  |        |        |        |        |
|  | Japon            | Japon            |                  |                  |       |       |              |              |              |              |  |  |        |        |        |        |
|  | Allemagne        | Allemagne        | 1                | 1                |       |       |              |              |              |              |  |  |        |        |        |        |
|  | Allemagne        | Allemagne        | 1                | 1                | Japon | Japon | 1            | 1            |              |              |  |  |        |        |        |        |
|  | 12 mai           |                  |                  |                  | Japon | Japon | 1            | 1            |              |              |  |  |        |        |        |        |
|  |                  |                  | Indonésie        | Indonésie        | 3     | 3     |              |              |              |              |  |  |        |        |        |        |
|  | Indonésie        | Indonésie        | Indonésie        | Indonésie        | 3     | 3     | 3            | 3            |              |              |  |  |        |        |        |        |
|  | Indonésie        | Indonésie        |                  |                  |       |       |              | 3            |              |              |  |  |        |        |        |        |
|  | Inde             | Inde             | 0                | 0                |       |       |              |              |              |              |  |  |        |        |        |        |
|  | Inde             | Inde             | 0                | 0                |       |       |              |              |              |              |  |  |        |        |        |        |
|  |                  |                  |                  |                  |       |       |              |              |              |              |  |  |        |        |        |        |